# Pawlik (powiat olsztyński)
Pawlik (lub Poplusz Mały) – jezioro w Polsce, w województwie warmińsko-mazurskim, w powiecie olsztyńskim, w gminie Olsztynek.

## Położenie i charakterystyka
Jezioro leży na Równinie Olsztynka, natomiast w regionalizacji przyrodniczo-leśnej – w mezoregionie Puszcz Mazurskich, w dorzeczu Marózka–Łyna–Pregoła. Znajduje się około 10 km w kierunku południowo-wschodnim od Olsztynka, w sąsiedztwie Swaderek. Od strony południowo-zachodniej wpada Marózka, która następnie wypływa w kierunku południowo-wschodnim kierując wody do Świętego Jeziora.
Zbiornik wodny ma wysokie brzegi porośnięte lasem, z wyjątkiem części południowej, gdzie brzegi są niskie i leżą w otoczeniu pól oraz łąk. Dno muliste.
Jezioro leży na terenie obwodu rybackiego jeziora Maróz w zlewni rzeki Łyna – nr 7.

## Morfometria
Według danych uzyskanych poprzez planimetrię jeziora na mapach w skali 1:50 000 według Państwowego Układu Współrzędnych 1965, zgodnie z poziomem odniesienia Kronsztadt, powierzchnia zbiornika wodnego to 13,5 ha. Lustro wody znajduje się na wysokości 137,0 m n.p.m.

## Przyroda
W skład pogłowia występujących ryb wchodzą m.in. szczupak, lin, okoń i płoć. Wśród roślinności przybrzeżnej dominuje trzcina i pałka.
Obszar jeziora leży na terenie specjalnego obszaru ochrony siedlisk w ramach sieci Natura 2000 Ostoja Napiwodzko-Ramucka (PLH280052) o łącznej powierzchni 32 612,78 ha.